# Seriola hippos
Seriola hippos es una especie de peces de la familia Carangidae en el orden de los Perciformes.

## Morfología
Los machos pueden llegar alcanzar los 150 cm de longitud total y los 53,1 kg de peso.

## Distribución geográfica
Se encuentra en Australia y en Nueva Zelanda.